# India Pale Ale

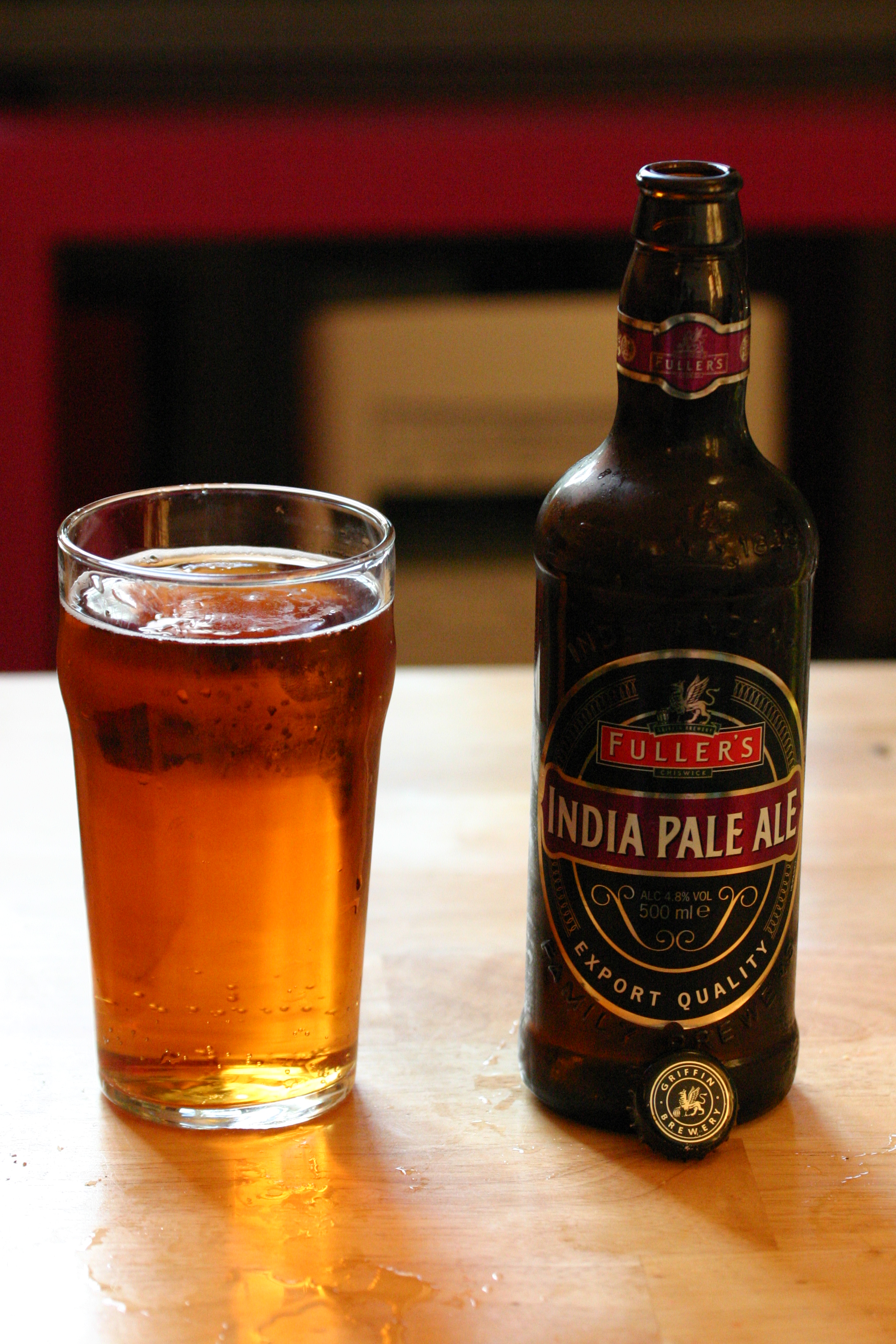
India Pale Ale della Fuller

India Pale Ale (abbreviata in IPA) è un tipo di birra appartenente alla più ampia categoria delle pale ale. Inizialmente fu prodotta in Inghilterra nel XIX secolo.

## Storia
Il primo uso noto del termine India Pale ale fu in un annuncio economico sul Liverpool Mercury pubblicato il 30 gennaio 1835. Prima del gennaio 1835, e anche per qualche tempo dopo questa data, fu indicata come Pale Ale preparata per l'India, India Ale, Pale Ale esportazione per l'India ed era principalmente destinata all'esportazione in India per il consumo dei sudditi inglesi. Fu proprio questa necessità di conservazione per lunghi viaggi che portò ad un impiego marcato del luppolo, che contiene sostanze acide antiossidanti.
Nel panorama birrario odierno lo stile IPA ha subito moltissime declinazioni: si arriva a parlare di "Black IPA" o di "Triple IPA". Oltre ad essere uno stile tutt'oggi presente e molto richiesto è addirittura prodotto di punta di alcuni birrifici emergenti (si pensi alla Punk IPA della scozzese BrewDog, o alle innumerevoli IPA della statunitense Flying Dog).

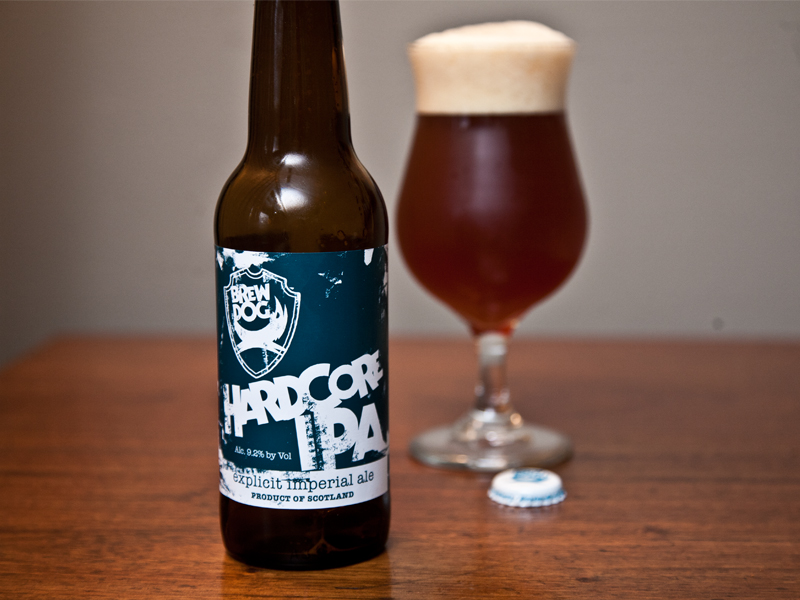
Hardcore IPA di BrewDog

## Caratteristiche
Birra ad alta fermentazione piuttosto alcolica e luppolata, tradizionalmente prodotta con malti, luppoli e lieviti inglesi. Lo stile originale ha un aroma erbaceo e fruttato, un corpo medio/leggero, un'amarezza decisa ma bilanciata dal dolce dei malti caramellati utilizzati in quasi tutti gli stili inglesi. Il tenore alcolico è solitamente tra il 5% e il 7%.
La versione americana (chiamata American IPA e più forte e luppolata della American pale ale) ha un tenore alcolico più alto e una luppolatura più pronunciata, evidente sia in fatto di amertume ("amarezza" in francese) che di aroma, grazie all'impiego di nuove varietà di luppoli coltivate in America (tra le più famose si ricordano Cascade, Chinook e Amarillo). Il tenore alcolico è tra i 6,5 e i 7-8%.
Le versioni più alcoliche sono chiamate Imperial IPA (o Double IPA), e possono arrivare a oltre il 9% di alcol in volume.